# Верхній Студенець (Калузька область)
Верхній Студенець (рос. Верхний Студенец) — присілок в Куйбишевському районі Калузької області Російської Федерації.
Населення становить 5 осіб. Входить до складу муніципального утворення Присілок Високе.

## Історія
Від 2004 року входить до складу муніципального утворення Присілок Високе.

## Населення
| 2002 | 2010 |
| ---- | ---- |
| 14   | ↘5   |